# Zebromyia ornata
Zebromyia ornata là một loài ruồi trong họ Tachinidae.